# Herb McKenley
Herb McKenley (Jamaica, 10 de julio de 1922-26 de noviembre de 2007) fue un atleta jamaicano, especializado en la prueba de 4x400 m en la que llegó a ser campeón olímpico en 1952, además de en 100 m y 400 m.

## Carrera deportiva

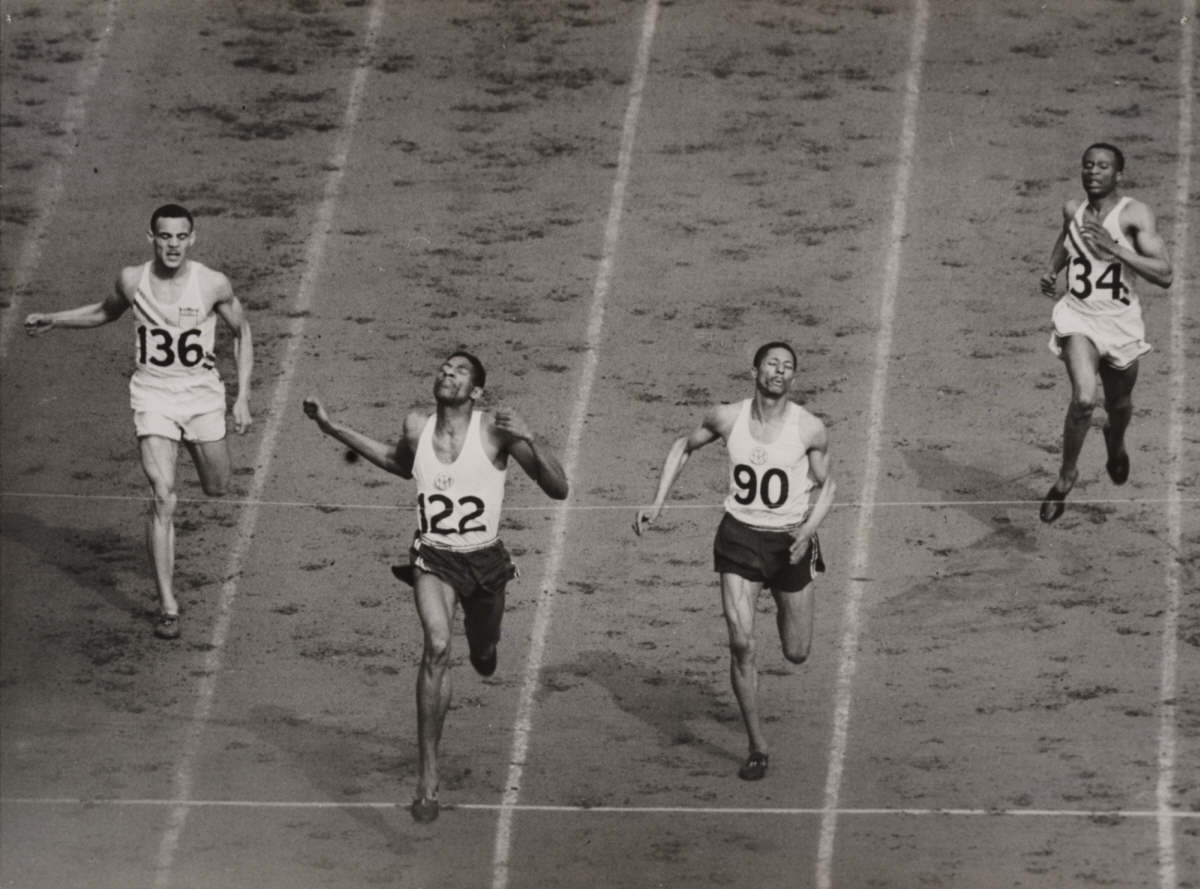
Arthur Wint registró un récord olímpico en los 400 metros en 1948 y fue el primer jamaiquino en ganar un oro olímpico.

En los JJ. OO. de Helsinki 1952 ganó la medalla de oro en los relevos 4x400 metros, batiendo el récord del mundo con un tiempo de 3:03.9 segundos, llegando a meta por delante de Estados Unidos y Alemania (bronce), siendo sus compañeros de equipo: Leslie Laing, Arthur Wint y George Rhoden.
Además ganó dos medallas de plata, en 100 metros —con un tiempo de 10.4 segundos llegando a meta tras el estadounidense Lindy Remigino— y en 400 metros, con un tiempo de 45.9 segundos, llegando a meta tras su compatriota jamaicano George Rhoden.